# Kanton Beaulieu-sur-Dordogne
Der Kanton Beaulieu-sur-Dordogne war von 1790 bis 2015 ein französischer Wahlkreis im Département Corrèze und in der damaligen Region Limousin. Er umfasste 13 Gemeinden im Arrondissement Brive-la-Gaillarde; sein Hauptort (französisch chef-lieu) war Beaulieu-sur-Dordogne. Die landesweiten Änderungen in der Zusammensetzung der Kantone brachten im März 2015 seine Auflösung.

## Gemeinden
| Gemeinde               | Einwohner (Stand: 2014) | Code postal | Code Insee |
| ---------------------- | ----------------------- | ----------- | ---------- |
| Astaillac              | 227                     | 19120       | 19012      |
| Beaulieu-sur-Dordogne  | 1.184                   | 19120       | 19019      |
| Bilhac                 | 196                     | 19120       | 19026      |
| Brivezac               | 173                     | 19120       | 19032      |
| La Chapelle-aux-Saints | 252                     | 19120       | 19044      |
| Chenailler-Mascheix    | 196                     | 19120       | 19054      |
| Liourdres              | 253                     | 19120       | 19116      |
| Nonards                | 464                     | 19120       | 19152      |
| Puy-d’Arnac            | 280                     | 19120       | 19169      |
| Queyssac-les-Vignes    | 212                     | 19120       | 19170      |
| Sioniac                | 248                     | 19120       | 19260      |
| Tudeils                | 248                     | 19120       | 19271      |
| Végennes               | 171                     | 19120       | 19280      |